# トゥームストーン

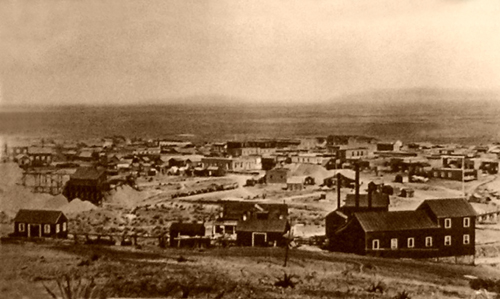
全盛期のトゥームストーン（1881年）

トゥームストーン（英: Tombstone）は、アメリカ合衆国アリゾナ州のコチセ郡にある都市。人口は1,313人（2024年推計）。アメリカ＝メキシコ国境に近い。  
かつては銀山の町として栄え、その人口はサンフランシスコをしのいだ。しかし銀鉱が掘り尽くされると町は急速に衰えた。現在では町全体が国の史跡に指定され、西部開拓時代の辺境の町の町並みを残す「生きた博物館」として観光客を集めている。日本では、ツームストーンとも表記される。

## 歴史

### 繁栄

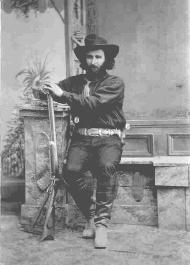
エド・シーフェリン（1880年）トゥームストーンにて

1877年夏、エド・シーフェリンはアリゾナ準州南東部、サンペドロ川（San Pedro River）東岸の丘陵地帯を探索していた時、グース台地（Goose Flats）と呼ばれる高台に豊富な銀の鉱脈を見つけた。トゥームストーンという名はシーフェリンがこの地の銀鉱の採掘権を得たとき、この地の過酷な環境を揶揄してつけられたものであった。シーフェリンは石を集めていたとき、部下の兵士に、水のない丘陵地帯で、しかもアパッチ族による攻撃まで受けるこの地で見つける石は彼の墓石（トゥームストーン）になるであろうと言ったのである。
1879年にトゥームストーンは正式な町になった。この町は銀の鉱山町として急速に発展を遂げ、翌々年の1881年には人口1,000人に達し、市に昇格した。市に昇格すると、今度は1年経たないうちに人口5,000-15,000人にまで増え、新しく成立したコチセ郡の郡庁所在地になった。市には冷蔵施設ができ、アイスクリーム店やアイススケートリンクまでもができた。水道施設が整えられ、電報や電話も開通した。コーンウォールやヨーロッパ出身の資産家・実業家たちはこの地に移民として流入してきた。中国系移民によってサービス業も発達した。
しかし、荒野の中に突如として形成されたトゥームストーンの町は良いことずくめではなかった。鉄道がなかったため、発展した町の中心部とは対照的に、周囲には荒涼とした人気のない砂漠が広がっていた。そうした砂漠を活動範囲とするギャングもいて、治安はあまり良いとは言えなかった。ギャングたちはトゥームストーンにやってきては町を荒らし、北部の実業家や移民の鉱夫たちを殺したりもした。

### 凋落と観光化

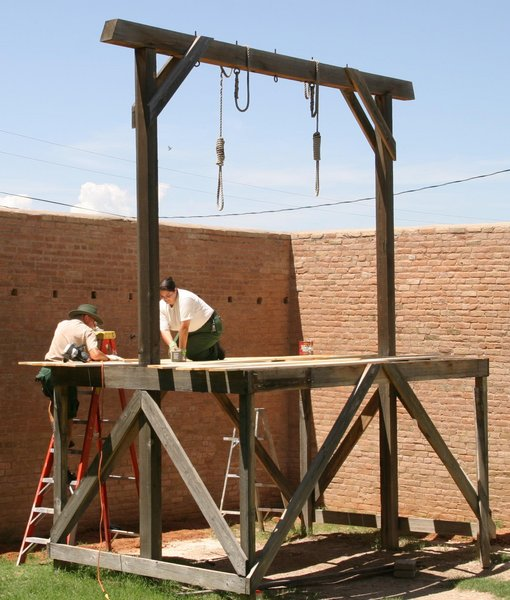
旧コカイズ郡裁判所の処刑場の絞首台

繁栄は長くは続かなかった。もともと砂漠地帯で水が不足していた上、爆発的な人口増加によって突貫工事で建てられた木造の建物が多かったトゥームストーンは、1881年と1882年5月の2度にわたって大火に見まわれた。特に2度目の大火は、トゥームストーンの繁栄の歴史に終止符を打ったと言っても過言ではないものであった。1880年代中盤に入ると、銀鉱は掘り尽くされ、坑内は地下水であふれるようになった。
以後、トゥームストーンは凋落への道をたどり、ゴーストタウンと化した。1929年には南東約45kmに位置し、銅の露天掘りで人口が増えたビズビーに郡庁が移った。しかし、旧コカイズ郡裁判所と隣接する処刑場は博物館として残っている。
ブート・ヒル墓地（Boot Hill Graveyard）は、トゥームストーンが繁栄していた時期に暴力、または病気で亡くなった人たちが眠る墓地である。この墓地はトゥームストーンでリンチにあった、もしくは死刑を受けた者（人違いで死刑になった者もいるとの解説が墓地内にある）の行き先でもあり、死者が履いていたブーツが墓碑（簡素な木製のもの）に掛けられたことから、この名が付いた。現在、墓碑は木を模した金属製に置き換えられているが、当時の雰囲気を充分に味わうことができる。この歴史的な墓場の入り口には土産物屋があり、その店内から入場料を払い入ることになる。
1881年にトゥームストーンで起きた暴力事件の代表とも言え、何度も西部劇映画の舞台になった「OK牧場の決闘」（牧場ではなく「O.K. Corral」といい、牛の囲い）が起きた場所も史跡として残っている。同史跡は見学料を課しているが、市のメインストリートであるフレモント通り（州道80号線）からその大部分を見ることができる。
トゥームストーンはまた、世界最大のバラの茂みが植えられている地でもある。このバラの茂みはギネスブックにも登録されている。1885年に植えられたこのレディー・バンクシア種（Lady Banksia）のバラは、1年を通じて晴天に恵まれたこの地の気候の影響もあって成長状態が良く、宿屋の屋根上約743m²をカバーし、12本の幹を有している。

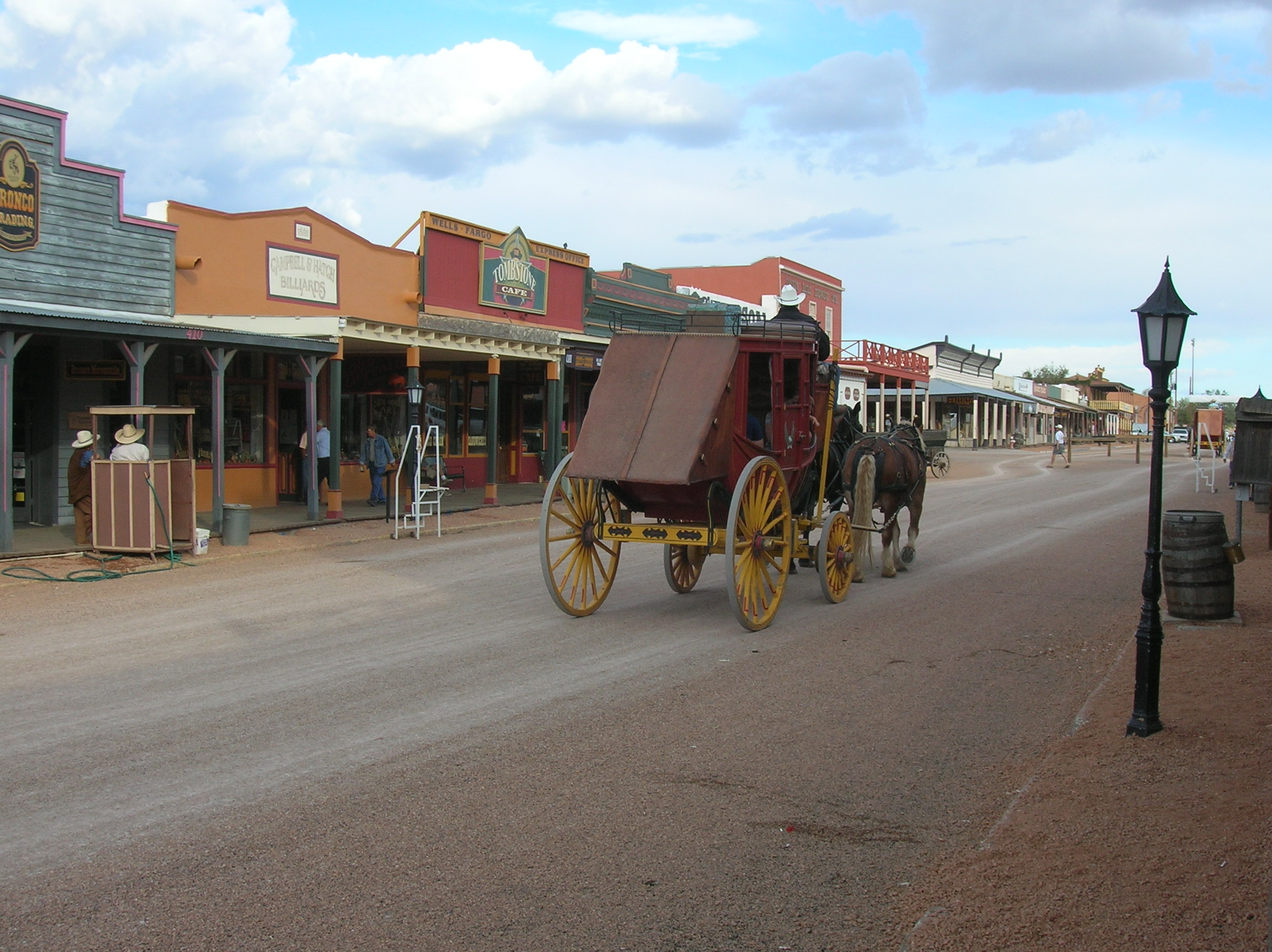
現在のダウンタウン・トゥームストーン

こういった歴史的なものが数多く存在するトゥームストーンは、1961年に「1870年代から1880年代にかけての辺境の町の町並みが最もよく保存された例」として国の歴史地区に指定された。現在のトゥームストーンの主産業はこの歴史地区を生かした観光である。2005年7月に発表されたCNNの記事によると、トゥームストーンを訪れる観光客の数は年間45万人に上る。現在の常住人口が約1,500人であるので、人口1人あたり300人の観光客が訪れている計算になる。しかし市内の酒場が24時間営業し、売春宿が立ち並んだ全盛期とは異なり、現在のトゥームストーンは落ち着いたコミュニティで、夜遅くまで開いている店はほとんどない。
しかし過度な観光化は、トゥームストーンの歴史的価値が危機にさらすことでもあった。2004年、アメリカ国立公園局（NPS）はトゥームストーンの歴史地区が「危機状態」にあると宣言し、地元コミュニティに対し、適切なスチュワードシップ制による保全を求めた。国立公園局が不適切と指摘した点には次のようなものがある。
- 新しく建てられた建物に対し「歴史的」な日付の記載がなされている。
- 新しく建てられた建物と歴史的建造物との区別が困難である。
- 歴史的建造物に対し、不適切な建材を用いている。
- 歴史的建造物を修復するのではなく、新たに建て替えている。
- 憶測による、十分な根拠のない建材で建て替えられ、建物の歴史的側面が失われている。
- 既存の歴史的建造物を大幅に増築したり、敷地内に新しい建物を建てたりしている。
- 歴史的な看板を囲む点滅灯の使用など、看板にイルミネーションを用いている。
- トゥームストーンに存在しなかったはずの建築様式で建物が建てられている。

また、市内の道が舗装されたことも、歴史的な町並みの保存に反するものであるとされた。
これらの問題点の対策として、2006年1月現在、トゥームストーン修復委員会（Tombstone Restoration Committee）は市内の歴史的建造物の修復に尽力している。市内の通りに施された舗装は剥がされ、再び「歴史的」な埃道に戻った。

## 地理

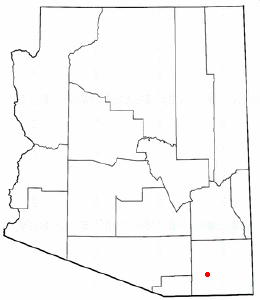
アリゾナ州内の位置

トゥームストーンは北緯31度42分57秒 西経110度3分53秒 / 北緯31.71583度 西経110.06472度（31.715940, -110.064827）に位置している。ツーソンの東南東約110km、フェニックスの南東約300kmに位置している。
アメリカ合衆国統計局によると、トゥームストーン市は総面積11.1km²（4.3mi²）である。市の全域が陸地であり、水域はない。
ダウンタウンは西北西-東南東方向に約2km、北北東-南南西方向に約800mの範囲内に収まっている。ダウンタウンの道路は整然と区画されている。アリゾナ州道80号線がダウンタウンを通っており、フレモント通り（Fremont Street）として市のメインストリートになっている。西部開拓時代の町並み保存の一環として、アレン通り（Allen Street）など一部のダウンタウンの通りは舗装が剥がされている。
トゥームストーンの気候は温暖な冬と暑い夏、そして1年を通じて乾燥した気候に特徴付けられる。夏の平均気温は摂氏27度ほどだが、日中は摂氏35度に達する。ただし湿度が低いため、夜になると摂氏20度程度まで下がって涼しくなり、日本のような熱帯夜にはならない。冬でも平均気温は摂氏10度程度、夜でも氷点下に下がることは滅多にない。降水量は1年を通じて月間0-25mmほどであるが、7月・8月は短い雨季で、月間75mm程度の降水がある。年間降水量は200-250mm程度である。ケッペンの気候区分では砂漠気候（BW）に属する。

## 人口動勢
以下は2000年国勢調査における人口統計データである。
| 基礎データ - 人口: 1,504人 - 世帯数: 694世帯 - 家族数: 419家族 - 人口密度: 135.0人/km2（349.8人/mi2） - 住居数: 839軒 - 住居密度: 75.3軒/km2（195.1軒/mi2） 人種別人口構成 - 白人: 87.37 % - 黒人: 0.60 % - インディアン: 1.00 % - アジア人: 0.33 % - その他の人種: 8.18 % - 混血: 2.53 % - ヒスパニック・ラテン系: 24.14 % 年齢別人口構成 - 18歳未満: 19.3 % - 18-24歳: 4.9 % - 25-44歳: 19.9 % - 45-64歳: 32.5 % - 65歳以上: 23.3 % - 年齢の中央値: 49歳 - 性比（女性100人あたり男性の人口） - 総人口: 94.3 - 18歳以上: 91.0 | 世帯と家族（対世帯数） - 18歳未満の子供がいる: 20.2 % - 結婚・同居している夫婦: 47.6 % - 未婚・離婚・死別女性が世帯主: 7.9 % - 非家族世帯: 39.5 % - 単身世帯: 32.9 % - 65歳以上の老人1人暮らし: 15.3 % - 平均構成人数 - 世帯: 2.17人 - 家族: 2.73人 収入と家計 - 収入の中央値 - 世帯: 26,571米ドル - 家族: 33,750米ドル - 性別 - 男性: 26,923米ドル - 女性: 18,846米ドル - 人口1人あたり収入: 15,447米ドル - 貧困線以下 - 対人口: 17.4 % - 対家族数: 13.0 % - 18歳未満: 22.6 % - 65歳以上: 13.1 % |